# Polinomios de Bell
En combinatoria, los polinomios de Bell, nombrados en honor de Eric Temple Bell, se utilizan en el estudio de las particiones establecidas. Están relacionados con los números de Stirling y con los números de Bell. También aparecen en muchas aplicaciones, como en la fórmula de Faà di Bruno.

## Polinomios de Bell

### Polinomios de Bell exponenciales
Los polinomios de Bell exponenciales parciales o incompletos son una matriz triangular de polinomios dados por
{\displaystyle B_{n,k}(x_{1},x_{2},\dots ,x_{n-k+1})=\sum {n! \over j_{1}!j_{2}!\cdots j_{n-k+1}!}\left({x_{1} \over 1!}\right)^{j_{1}}\left({x_{2} \over 2!}\right)^{j_{2}}\cdots \left({x_{n-k+1} \over (n-k+1)!}\right)^{j_{n-k+1}},}
donde la suma se toma sobre todas las secuencias j1, j2, j3, ..., jn−k+1 de números enteros no negativos tales que estas dos condiciones son satisfechas:
{\displaystyle j_{1}+j_{2}+\cdots +j_{n-k+1}=k,}
{\displaystyle j_{1}+2j_{2}+3j_{3}+\cdots +(n-k+1)j_{n-k+1}=n.}
La suma
{\displaystyle B_{n}(x_{1},\dots ,x_{n})=\sum _{k=1}^{n}B_{n,k}(x_{1},x_{2},\dots ,x_{n-k+1})}
se llama n-ésimo polinomio de Bell exponencial completo.

### Polinomios de Bell ordinarios
Del mismo modo, un polinomio de Bell parcial ordinario, en contraste con el polinomio de Bell exponencial habitual definido anteriormente, viene dado por
{\displaystyle {\hat {B}}_{n,k}(x_{1},x_{2},\ldots ,x_{n-k+1})=\sum {\frac {k!}{j_{1}!j_{2}!\cdots j_{n-k+1}!}}x_{1}^{j_{1}}x_{2}^{j_{2}}\cdots x_{n-k+1}^{j_{n-k+1}},}
donde la suma se ejecuta en todas las secuencias j1, j2, j3, ..., jn−k+1 de enteros no negativos tales que
{\displaystyle j_{1}+j_{2}+\cdots +j_{n-k+1}=k,}
{\displaystyle j_{1}+2j_{2}+\cdots +(n-k+1)j_{n-k+1}=n.}
Los polinomios de Bell ordinarios se pueden expresar en términos de polinomios de Bell exponenciales:
{\displaystyle {\hat {B}}_{n,k}(x_{1},x_{2},\ldots ,x_{n-k+1})={\frac {k!}{n!}}B_{n,k}(1!\cdot x_{1},2!\cdot x_{2},\ldots ,(n-k+1)!\cdot x_{n-k+1}).}
En general, el término polinomio de Bell se refiere al polinomio de Bell exponencial, a menos que se establezca explícitamente lo contrario.

## Significado combinatorio
El polinomio de Bell exponencial codifica la información relacionada con las formas en que se puede particionar un conjunto. Por ejemplo, si se considera un conjunto {A, B, C}, se puede dividir en dos subconjuntos no vacíos que no se superponen, que también se conoce como partes o bloques, de tres maneras diferentes:
{{A}, {B, C}}
{{B}, {A, C}}
{{C}, {B, A}}
Por lo tanto, se puede codificar la información con respecto a estas particiones como
{\displaystyle B_{3,2}(x_{1},x_{2})=3x_{1}x_{2}.}
Aquí, los subíndices de B3,2 indican que se está considerando la partición del conjunto con 3 elementos en 2 bloques. El subíndice de cada xi indica la presencia de un bloque con elementos i (o bloque de tamaño i) en una partición dada. Entonces aquí, x2 indica la presencia de un bloque con dos elementos. Del mismo modo, x1 indica la presencia de un bloque con un solo elemento. El exponente de xij indica que hay j bloques de tamaño i en una sola partición. Aquí, dado que tanto x1 y x2 tienen el exponente 1, esto indica que solo hay un bloque de ese tipo en una partición dada. El coeficiente del monomio indica cuántas particiones hay. En este caso, hay 3 particiones de un conjunto con 3 elementos en 2 bloques, donde en cada partición los elementos se dividen en dos bloques de tamaños 1 y 2.
Como cualquier conjunto se puede dividir en un solo bloque de una sola manera, la interpretación anterior significa que Bn,1 = xn. Del mismo modo, dado que solo hay una forma de dividir un conjunto con  n elementos en n bloques, Bn,n = x1n.
Como un ejemplo más complicado, considérese
{\displaystyle B_{6,2}(x_{1},x_{2},x_{3},x_{4},x_{5})=6x_{5}x_{1}+15x_{4}x_{2}+10x_{3}^{2}.}
Esto indica que si un conjunto con 6 elementos se divide en 2 bloques, entonces se pueden tener 6 particiones con bloques de tamaño 1 y 5, 15 particiones con bloques de tamaño 4 y 2 y 10 particiones con 2 bloques de tamaño 3.
Téngase en cuenta que la suma de los subíndices en un monomio es igual a la cantidad total de elementos. Por lo tanto, el número de monomios que aparecen en el polinomio parcial de Bell es igual al número de maneras en que el entero n se puede expresar como una suma de enteros positivos k. Esto es lo mismo que la partición de n en k partes. Por ejemplo, en los ejemplos anteriores, el número entero 3 puede dividirse en dos partes solo como 2 + 1. Por lo tanto, solo hay un monomio en B3,2. Sin embargo, el entero 6 se puede dividir en dos partes como 5 + 1, 4 + 2 y 3 + 3. Por lo tanto, hay tres monomios en B6,2. De hecho, los subíndices de las variables en un monomio son los mismos que los dados por la partición entera, indicando los tamaños de los diferentes bloques. El número total de monomios que aparecen en un polinomio de Bell completo Bn es por lo tanto igual al número total de particiones enteras de n.
También debe tenerse en cuenta que el grado de cada monomio, que es la suma de los exponentes de cada variable en el monomio, es igual al número de bloques en los que se divide el conjunto. Es decir, j1 + j2 + ... = k. Por lo tanto, dado un polinomio completo de Bell Bn, se puede separar el polinomio parcial de Bell Bn,k mediante la recopilación de todos los monomios con grado k.
Finalmente, si se hace caso omiso de los tamaños de los bloques y se ponen todos los xi = x, entonces la suma de los coeficientes del polinomio parcial de Bell Bn,k dará el número total de formas que un conjunto con n elementos se puede dividir en k bloques, que es el mismo que el número de Stirling de segunda especie. Además, la suma de todos los coeficientes del polinomio de Bell completo Bn dará el número total de formas en que un conjunto con n elementos puede ser particionado en subconjuntos no superpuestos, que es el mismo que el número de Bell.
En general, si el número entero n es particionado en una suma en la que "1" aparece j1 veces, "2" aparece j2 veces, y así sucesivamente, luego el número de particiones de un conjunto de tamaño n que colapsan en esa partición del número entero n cuando los miembros del conjunto se vuelven indistinguibles es el coeficiente correspondiente en el polinomio.

### Ejemplos
Por ejemplo, se tiene
{\displaystyle B_{6,2}(x_{1},x_{2},x_{3},x_{4},x_{5})=6x_{5}x_{1}+15x_{4}x_{2}+10x_{3}^{2}}
porque hay
6 maneras de dividir un conjunto de 6 como 5 + 1,
15 formas de dividir un conjunto de 6 como 4 + 2, y
10 maneras de dividir un conjunto de 6 como 3 + 3.
Similarmente,
{\displaystyle B_{6,3}(x_{1},x_{2},x_{3},x_{4})=15x_{4}x_{1}^{2}+60x_{3}x_{2}x_{1}+15x_{2}^{3}}
porque hay
15 formas de dividir un conjunto de 6 como 4 + 1 + 1,
60 maneras de dividir un conjunto de 6 como 3 + 2 + 1, y
15 formas de dividir un conjunto de 6 como 2 + 2 + 2.

## Propiedades

### Función de generación
Los polinomios de Bell parciales exponenciales se pueden definir mediante la expansión en una serie doble de su función de generación:
{\displaystyle {\begin{aligned}\Phi (t,u)&=\exp \left(u\sum _{j=1}^{\infty }x_{j}{\frac {t^{j}}{j!}}\right)=\sum _{n,k\geq 0}B_{n,k}(x_{1},\ldots ,x_{n-k+1}){\frac {t^{n}}{n!}}u^{k}\\&=1+\sum _{n=1}^{\infty }{\frac {t^{n}}{n!}}\left\{\sum _{k=1}^{n}u^{k}B_{n,k}(x_{1},\ldots ,x_{n-k+1})\right\}\end{aligned}}}
En otras palabras, por lo que equivale a lo mismo, por la expansión de la serie de la exponencial:
{\displaystyle {\frac {1}{k!}}\left(\sum _{j=1}^{\infty }x_{j}{\frac {t^{j}}{j!}}\right)^{k}=\sum _{n=k}^{\infty }B_{n,k}(x_{1},\ldots ,x_{n-k+1}){\frac {t^{n}}{n!}},\qquad k=0,1,2,\ldots }
 
El polinomio de Bell exponencial completo se define mediante {\displaystyle \Phi (t,1)}, o en otras palabras:
{\displaystyle \Phi (t,1)=\exp \left(\sum _{j=1}^{\infty }x_{j}{\frac {t^{j}}{j!}}\right)=\sum _{n=0}^{\infty }B_{n}(x_{1},\ldots ,x_{n}){\frac {t^{n}}{n!}}.}
Por lo tanto, el n-ésimo polinomio de Bell completo viene dado por
{\displaystyle B_{n}(x_{1},\ldots ,x_{n})=\left.\left({\frac {\partial }{\partial t}}\right)^{n}\exp \left(\sum _{j=1}^{\infty }x_{j}{\frac {t^{j}}{j!}}\right)\right|_{t=0}.}
Del mismo modo, el polinomio parcial "ordinario" de Bell se puede definir mediante la función generadora
{\displaystyle {\hat {\Phi }}(t,u)=\exp \left(u\sum _{j=1}^{\infty }x_{j}t^{j}\right)=\sum _{k\leq n}{\hat {B}}_{n,k}(x_{1},\ldots ,x_{n-k+1})t^{n}{\frac {u^{k}}{k!}}.}
O, de manera equivalente, por la expansión en serie de la exponencial
{\displaystyle \left(\sum _{j=1}^{\infty }x_{j}t^{j}\right)^{k}=\sum _{n=k}^{\infty }{\hat {B}}_{n,k}(x_{1},\ldots ,x_{n-k+1})t^{n}.}
Vénase también las transformaciones generadoras de funciones para las expansiones de la función de generación de polinomios de Bell de las composiciones de la secuencia de la función generadora y potencias, logaritmos y funciones exponenciales de una función de generación de secuencia. Cada una de estas fórmulas se cita en las secciones respectivas de Comtet.

### Relaciones de recurrencia
Los polinomios de Bell completos pueden definirse recurrentemente
{\displaystyle B_{n+1}(x_{1},\ldots ,x_{n+1})=\sum _{i=0}^{n}{n \choose i}B_{n-i}(x_{1},\ldots ,x_{n-i})x_{i+1}}
con el valor inicial {\displaystyle B_{0}=1}.
Los polinomios de Bell parciales también se pueden calcular de manera eficiente mediante una relación de recurrencia:
{\displaystyle B_{n,k}=\sum _{i=1}^{n-k+1}{\binom {n-1}{i-1}}x_{i}B_{n-i,k-1},}
donde
{\displaystyle B_{0,0}=1;}
{\displaystyle B_{n,0}=0{\text{ for }}n\geq 1;}
{\displaystyle B_{0,k}=0{\text{ for }}k\geq 1.}
Los polinomios de Bell completos también satisfacen la siguiente fórmula diferencial de recurrencia:
{\displaystyle {\begin{aligned}B_{n}(x_{1},\ldots ,x_{n})={\frac {1}{n-1}}\left[\sum _{i=2}^{n}\right.&\sum _{j=1}^{i-1}(i-1){\binom {i-2}{j-1}}x_{j}x_{i-j}{\frac {\partial B_{n-1}(x_{1},\dots ,x_{n-1})}{\partial x_{i-1}}}\\[5pt]&\left.{}+\sum _{i=2}^{n}\sum _{j=1}^{i-1}{\frac {x_{i+1}}{\binom {i}{j}}}{\frac {\partial ^{2}B_{n-1}(x_{1},\dots ,x_{n-1})}{\partial x_{j}\partial x_{i-j}}}\right.\\[5pt]&\left.{}+\sum _{i=2}^{n}x_{i}{\frac {\partial B_{n-1}(x_{1},\dots ,x_{n-1})}{\partial x_{i-1}}}\right].\end{aligned}}}

### Forma determinante
El polinomio de Bell completo se puede expresar como un determinante:
{\displaystyle B_{n}(x_{1},\dots ,x_{n})=\det {\begin{bmatrix}x_{1}&{n-1 \choose 1}x_{2}&{n-1 \choose 2}x_{3}&{n-1 \choose 3}x_{4}&{n-1 \choose 4}x_{5}&\cdots &\cdots &x_{n}\\\\-1&x_{1}&{n-2 \choose 1}x_{2}&{n-2 \choose 2}x_{3}&{n-2 \choose 3}x_{4}&\cdots &\cdots &x_{n-1}\\\\0&-1&x_{1}&{n-3 \choose 1}x_{2}&{n-3 \choose 2}x_{3}&\cdots &\cdots &x_{n-2}\\\\0&0&-1&x_{1}&{n-4 \choose 1}x_{2}&\cdots &\cdots &x_{n-3}\\\\0&0&0&-1&x_{1}&\cdots &\cdots &x_{n-4}\\\\0&0&0&0&-1&\cdots &\cdots &x_{n-5}\\\\\vdots &\vdots &\vdots &\vdots &\vdots &\ddots &\ddots &\vdots \\\\0&0&0&0&0&\cdots &-1&x_{1}\end{bmatrix}}.}

### Números de Stirling y números de Bell
El valor del polinomio de Bell Bn,k (x1, x2, ...) en la secuencia de factoriales es igual a un número de Stirling de primera especie sin signo:
{\displaystyle B_{n,k}(0!,1!,\dots ,(n-k)!)=c(n,k)=|s(n,k)|=\left[{n \atop k}\right].}
El valor del polinomio de Bell Bn,k (x1, x2, ...) en la secuencia de unos es igual a un número de Stirling de segunda especie:
{\displaystyle B_{n,k}(1,1,\dots ,1)=S(n,k)=\left\{{n \atop k}\right\}.}
La suma de estos valores proporciona el valor del polinomio de Bell completo en la secuencia de unos:
{\displaystyle B_{n}(1,1,\dots ,1)=\sum _{k=1}^{n}B_{n,k}(1,1,\dots ,1)=\sum _{k=1}^{n}\left\{{n \atop k}\right\},}
que es el n-ésimo número de Bell.

### Relaciones inversas
Si definimos
{\displaystyle y_{n}=\sum _{k=1}^{n}B_{n,k}(x_{1},\ldots ,x_{n-k+1}),}
entonces tenemos la relación inversa
{\displaystyle x_{n}=\sum _{k=1}^{n}(-1)^{k-1}(k-1)!B_{n,k}(y_{1},\ldots ,y_{n-k+1}).}

### Polinomios de Touchard
El polinomio {\displaystyle T_{n}(x)=\sum _{k=0}^{n}\left\{{n \atop k}\right\}\cdot x^{k}} de Touchard se puede expresar como el valor del polinomio de Bell completo en todos los argumentos que son x:
{\displaystyle T_{n}(x)=B_{n}(x,x,\dots ,x).}

### Identidad de convolución
Para las secuencias xn, yn, n = 1, 2, ..., se define un tipo de convolución por:
{\displaystyle (x{\mathbin {\diamondsuit }}y)_{n}=\sum _{j=1}^{n-1}{n \choose j}x_{j}y_{n-j}.}
Téngase en cuenta que los límites de la suma son 1 y n - 1, no 0 y n.
Sea {\displaystyle x_{n}^{k\diamondsuit }\,} el n-ésimo término de la secuencia
{\displaystyle \displaystyle \underbrace {x{\mathbin {\diamondsuit }}\cdots {\mathbin {\diamondsuit }}x} _{k{\text{ factors}}}.\,}
Entonces
{\displaystyle B_{n,k}(x_{1},\dots ,x_{n-k+1})={x_{n}^{k\diamondsuit } \over k!}.\,}
Por ejemplo, calcúlese {\displaystyle B_{4,3}(x_{1},x_{2})}. Se tiene que
{\displaystyle x=(x_{1}\ ,\ x_{2}\ ,\ x_{3}\ ,\ x_{4}\ ,\dots )}
{\displaystyle x{\mathbin {\diamondsuit }}x=(0,\ 2x_{1}^{2}\ ,\ 6x_{1}x_{2}\ ,\ 8x_{1}x_{3}+6x_{2}^{2}\ ,\dots )}
{\displaystyle x{\mathbin {\diamondsuit }}x{\mathbin {\diamondsuit }}x=(0\ ,\ 0\ ,\ 6x_{1}^{3}\ ,\ 36x_{1}^{2}x_{2}\ ,\dots )}
y por lo tanto,
{\displaystyle B_{4,3}(x_{1},x_{2})={\frac {(x{\mathbin {\diamondsuit }}x{\mathbin {\diamondsuit }}x)_{4}}{3!}}=6x_{1}^{2}x_{2}.}

## Otras identidades
- {\displaystyle B_{n,k}(1!,2!,\ldots ,(n-k+1)!)={\binom {n-1}{k-1}}{\frac {n!}{k!}}=L(n,k)} que da el número de Lah.

- {\displaystyle B_{n,k}(1,2,3,\ldots ,n-k+1)={\binom {n}{k}}k^{n-k}} que da el número idempotente.

- Los polinomios de Bell completos satisfacen la relación de tipo binomial:
{\displaystyle B_{n}(x_{1}+y_{1},\ldots ,x_{n}+y_{n})=\sum _{i=0}^{n}{n \choose i}B_{n-i}(x_{1},\ldots ,x_{n-i})B_{i}(y_{1},\ldots ,y_{i}).}

## Ejemplos
Los primeros polinomios de Bell completos son:
{\displaystyle {\begin{aligned}B_{0}={}&1,\\[8pt]B_{1}(x_{1})={}&x_{1},\\[8pt]B_{2}(x_{1},x_{2})={}&x_{1}^{2}+x_{2},\\[8pt]B_{3}(x_{1},x_{2},x_{3})={}&x_{1}^{3}+3x_{1}x_{2}+x_{3},\\[8pt]B_{4}(x_{1},x_{2},x_{3},x_{4})={}&x_{1}^{4}+6x_{1}^{2}x_{2}+4x_{1}x_{3}+3x_{2}^{2}+x_{4},\\[8pt]B_{5}(x_{1},x_{2},x_{3},x_{4},x_{5})={}&x_{1}^{5}+10x_{2}x_{1}^{3}+15x_{2}^{2}x_{1}+10x_{3}x_{1}^{2}+10x_{3}x_{2}+5x_{4}x_{1}+x_{5}\\[8pt]B_{6}(x_{1},x_{2},x_{3},x_{4},x_{5},x_{6})={}&x_{1}^{6}+15x_{2}x_{1}^{4}+20x_{3}x_{1}^{3}+45x_{2}^{2}x_{1}^{2}+15x_{2}^{3}+60x_{3}x_{2}x_{1}\\&{}+15x_{4}x_{1}^{2}+10x_{3}^{2}+15x_{4}x_{2}+6x_{5}x_{1}+x_{6},\\[8pt]B_{7}(x_{1},x_{2},x_{3},x_{4},x_{5},x_{6},x_{7})={}&x_{1}^{7}+21x_{1}^{5}x_{2}+35x_{1}^{4}x_{3}+105x_{1}^{3}x_{2}^{2}+35x_{1}^{3}x_{4}\\&{}+210x_{1}^{2}x_{2}x_{3}+105x_{1}x_{2}^{3}+21x_{1}^{2}x_{5}+105x_{1}x_{2}x_{4}\\&{}+70x_{1}x_{3}^{2}+105x_{2}^{2}x_{3}+7x_{1}x_{6}+21x_{2}x_{5}+35x_{3}x_{4}+x_{7}.\end{aligned}}}

## Aplicaciones

### La fórmula de Faà di Bruno
La fórmula de Faà di Bruno se puede establecer en términos de polinomios de Bell de la siguiente manera:
{\displaystyle {d^{n} \over dx^{n}}f(g(x))=\sum _{k=1}^{n}f^{(k)}(g(x))B_{n,k}\left(g'(x),g''(x),\dots ,g^{(n-k+1)}(x)\right).}
Del mismo modo, una versión de la serie de potencias de la fórmula de Faà di Bruno se puede establecer utilizando polinomios de Bell de la siguiente manera. Supóngase que
{\displaystyle f(x)=\sum _{n=1}^{\infty }{a_{n} \over n!}x^{n}\qquad {\text{and}}\qquad g(x)=\sum _{n=1}^{\infty }{b_{n} \over n!}x^{n}.}
Entonces
{\displaystyle g(f(x))=\sum _{n=1}^{\infty }{\frac {\sum _{k=1}^{n}b_{k}B_{n,k}(a_{1},\dots ,a_{n-k+1})}{n!}}x^{n}.}
En particular, los polinomios de Bell completos aparecen en el exponente de una serie formal de potencias:
{\displaystyle \exp \left(\sum _{i=1}^{\infty }{a_{i} \over i!}x^{i}\right)=\sum _{n=0}^{\infty }{B_{n}(a_{1},\dots ,a_{n}) \over n!}x^{n},}
que también representa la función generadora de los polinomios de Bell completos en una secuencia fija de argumentos {\displaystyle a_{1},a_{2},\dots }.

### Reversión de la serie
Sean dos funciones f y g que se expresan en series de potencias formales como
{\displaystyle f(w)=\sum _{k=0}^{\infty }f_{k}{\frac {w^{k}}{k!}},\qquad {\text{y}}\qquad g(z)=\sum _{k=0}^{\infty }g_{k}{\frac {z^{k}}{k!}},}
tal que g es el inverso compositivo de f definido por g (f (w)) = w o f (g (z)) = z. Si f0 = 0 y f1 ≠ 0, entonces una forma explícita de los coeficientes de la inversa se puede dar en términos de polinomios de Bell como
{\displaystyle g_{n}={\frac {1}{f_{1}^{n}}}\sum _{k=1}^{n-1}(-1)^{k}n^{\bar {k}}B_{n-1,k}({\hat {f}}_{1},{\hat {f}}_{2},\ldots ,{\hat {f}}_{n-k}),\qquad n\geq 2,}
con {\displaystyle {\hat {f}}_{k}={\frac {f_{k+1}}{(k+1)f_{1}}},} y {\displaystyle n^{\bar {k}}=n(n+1)\cdots (n+k-1)} es el factorial ascendente, y {\displaystyle g_{1}={\frac {1}{f_{1}}}.}

### Expansión asintótica de integrales de tipo Laplace
Considérese la integral de la forma
{\displaystyle I(\lambda )=\int _{a}^{b}e^{-\lambda f(x)}g(x)\,\mathrm {d} x,}
donde (a, b) es un intervalo real (finito o infinito), λ es un parámetro positivo grande y las funciones f y g son continuas. Sea f con un mínimo único en [a, b] que se produce en x = a. Se asume que cuando x → a+,
{\displaystyle f(x)\sim f(a)+\sum _{k=0}^{\infty }a_{k}(x-a)^{k+\alpha },}
{\displaystyle g(x)\sim \sum _{k=0}^{\infty }b_{k}(x-a)^{k+\beta -1},}
con α > 0, Re(β) > 0; y que la expansión de f puede diferenciarse a largo plazo. Entonces, el teorema de Laplace-Erdelyi establece que la expansión asintótica de la integral I(λ) está dada por
{\displaystyle I(\lambda )\sim e^{-\lambda f(a)}\sum _{n=0}^{\infty }\Gamma {\Big (}{\frac {n+\beta }{\alpha }}{\Big )}{\frac {c_{n}}{\lambda ^{(n+\beta )/\alpha }}}\qquad {\text{como}}\quad \lambda \rightarrow \infty ,}
donde los coeficientes  cn  son expresables en términos de an y bn usando polinomios de Bell parciales ordinarios, como los da la fórmula de Campbell-Froman-Walles-Wojdylo:
{\displaystyle c_{n}={\frac {1}{\alpha a_{0}^{(n+\beta )/\alpha }}}\sum _{k=0}^{n}b_{n-k}\sum _{j=0}^{k}{\binom {-{\frac {n+\beta }{\alpha }}}{j}}{\frac {1}{a_{0}^{j}}}{\hat {B}}_{k,j}(a_{1},a_{2},\ldots ,a_{k-j+1}).}

### Polinomios simétricos
El polinomio elemental simétrico {\displaystyle e_{n}} y el polinomio suma de potencias simétrico {\displaystyle p_{n}} pueden relacionarse usando polinomios de Bell como:
{\displaystyle {\begin{aligned}e_{n}&={\frac {(-1)^{n}}{n!}}\;B_{n}(p_{1},-1!p_{2},2!p_{3},-3!p_{4},\ldots ,(-1)^{n-1}(n-1)!p_{n}),\\[6pt]p_{n}&={\frac {(-1)^{n-1}}{(n-1)!}}\sum _{k=1}^{n}(-1)^{k-1}(k-1)!\;B_{n,k}(e_{1},2!e_{2},3!e_{3},\ldots ,(n-k+1)!e_{n-k+1})=(-1)^{n}\;n\;\sum _{k=1}^{n}{\frac {1}{k}}\;{\hat {B}}_{n,k}(-e_{1},\dots ,-e_{n-k+1}).\end{aligned}}}
Estas fórmulas permiten expresar los coeficientes de los polinomios monómicos en términos de los polinomios de Bell de sus ceros. Por ejemplo, junto con el teorema de Cayley-Hamilton conducen a la expresión del determinante de una matriz cuadrada A de dimensión n × n en términos de las trazas de sus potencias:
{\displaystyle \det(A)={\frac {(-1)^{n}}{n!}}B_{n}(s_{1},s_{2},\ldots ,s_{n}),~\qquad {\text{where }}s_{k}=(-1)^{k-1}(k-1)!\operatorname {tr} (A^{k}).}

### Índice de ciclo de grupos simétricos
El índice de ciclo del grupo simétrico {\displaystyle S_{n}} se puede expresar en términos de polinomios de Bell completos de la siguiente manera:
{\displaystyle Z(S_{n})={\frac {B_{n}(0!\,a_{1},1!\,a_{2},\dots ,(n-1)!\,a_{n})}{n!}}.}

### Momentos y cumulantes
La suma
{\displaystyle \mu _{n}'=B_{n}(\kappa _{1},\dots ,\kappa _{n})=\sum _{k=1}^{n}B_{n,k}(\kappa _{1},\dots ,\kappa _{n-k+1})}
es el n-ésimo momento en bruto de una distribución de probabilidad cuyos primeros n cumulantes son κ1, ...,  κn. En otras palabras, el n-ésimo momento es el n-ésimo polinomio completo de Bell evaluado en los primeros n cumulantes. Del mismo modo, el n-ésimo cumulante se puede dar en términos de los momentos como
{\displaystyle \kappa _{n}=\sum _{k=1}^{n}(-1)^{k-1}(k-1)!B_{n,k}(\mu '_{1},\ldots ,\mu '_{n-k+1}).}

### Polinomios de Hermite
Los polinomios de Hermite usados en probabilidades se pueden expresar en términos de los polinomios de Bell como
{\displaystyle \operatorname {He} _{n}(x)=B_{n}(x,-1,0,\ldots ,0),}
donde xi = 0 para todo i > 2; permitiendo así una interpretación combinatoria de los coeficientes de los polinomios de Hermite. Esto se puede ver comparando la función generadora de los polinomios de Hermite
{\displaystyle \exp \left(xt-{\frac {t^{2}}{2}}\right)=\sum _{n=0}^{\infty }\operatorname {He} _{n}(x){\frac {t^{n}}{n!}}}
con la de los polinomios de Bell.

### Representación de secuencias polinomiales de tipo binomial
Para cualquier secuencia a1, a2, ..., an de escalares, sea
{\displaystyle p_{n}(x)=\sum _{k=1}^{n}B_{n,k}(a_{1},\dots ,a_{n-k+1})x^{k}.}
Entonces esta secuencia polinomial es de tipo binomial, es decir, satisface la identidad binomial
{\displaystyle p_{n}(x+y)=\sum _{k=0}^{n}{n \choose k}p_{k}(x)p_{n-k}(y).}
Ejemplo: Para a1 = ... = an = 1, los polinomios {\displaystyle p_{n}(x)} representan los polinomios de Touchard.
De manera más general, tiene este resultado:
Teorema: Todas las secuencias polinomiales de tipo binomial son de esta forma.
Si se define una serie de potencias formal
{\displaystyle h(x)=\sum _{k=1}^{\infty }{a_{k} \over k!}x^{k},}
luego para todo n,
{\displaystyle h^{-1}\left({d \over dx}\right)p_{n}(x)=np_{n-1}(x).}

## Programación
Los polinomios de Bell se implementan en:
- Mathematica como BellY
- Maple como IncompleteBellB
- SageMath como bell_polynomial